# Рифат Аларир
Рифат Аларир (арап. رفعت العرعير; 23. септембар 1979 – 6. децембар 2023) био је палестински писац, песник, професор и активиста из Појаса Газе.
Аларир је рођен у граду Газа 1979. године током израелске окупације појаса Газе, за коју је рекао да је негативно утицала на сваки његов потез и одлуку. Аларир је дипломирао енглески језик 2001. на Исламском универзитету у Гази и магистрирао на Универзитетском колеџу у Лондону 2007. Докторирао је енглеску књижевност на Универзитету Путра Малајсија 2017. године са дисертацијом о Џону Дону.
Предавао је књижевност и креативно писање на Исламском универзитету у Гази и суоснивач организације Ми нисмо бројеви, организације која је повезивала искусне ауторе са младим писцима у Гази, и промовисала моћ приповедања као средство палестинског отпора против израелске окупације.
Дана 6. децембра 2023, Аларир је убијен у израелском ваздушном нападу у северној Гази, заједно са својим братом, сестром и четворицом његових нећака, током израелске инвазије на појас Газе. Еуро-Мед Монитор је објавио саопштење у којем се наводи да је Аларир намерно гађан, „хируршки бомбардован из целе зграде“ и да је уследио после недеља „претњи смрћу које је Рафат добијао преко интернета и телефоном са израелских налога“. Дана 26. Априла 2024, његова најстарија ћерка и његово новорођено унуче убијени су у израелском ваздушном нападу на њихову кућу у граду Гази.
У децембру 2024, његова последња збирка писања, постхумно објављена Ако морам умрети: поезија и проза, постала је бестселер.

## Лични живот
Аларир и његова жена имали су шесторо деце. Његов брат Хамада, као и деда, брат, сестра и три нећаке његове супруге Нусаибе убијени су током рата у Гази 2014. године у кампањи израелског бомбардовања. Израел је укупно убио више од 30 рођака Аларира и његове супруге. Током израелско-палестинске кризе 2021. године, Аларир је написао чланак у The New York Times-у описујући ефекте на његову децу. Био је добровољац у Зоолошком врту у Гази, што је наставио током рата 2023. године.
Дана 26. априла 2024, пет месеци након Аларирове смрти, његова најстарија ћерка Шајма, њен муж Мохамед Сијам и њихова новорођена беба убијени су у израелском ваздушном нападу на њихову кућу у Гази. Шајма је писала свом оцу Рифату у поруци након што је родила бебу неколико месеци након Рифатове смрти:
| „ | „Имам лепу вест за тебе, волела бих да могу да ти је пренесем док си преда мном, представљам ти прво унуче. Знаш ли, оче мој, да си постао деда? Ово је твој унук Абд ал-Рахман кога сам дуго замишљала како га носиш, али никада нисам замишљала да ћу те изгубити овако рано, чак и пре него што га видиш." | ” |

## Смрт
Аларир је убијен у израелском ваздушном нападу око 18:00 6. децембра 2023. у северној Гази. Он је одбио да напусти северну Газу на почетку инвазије на Газу 2023. године. Његов брат Салах са сином Мухамедом и његова сестра Асма са троје своје деце (Ала, Јахја и Мохамед) такође су били међу погинулима у истом ваздушном нападу.
Еуро-Мед Монитор је објавио саопштење у којем се наводи да се чини да је Аларир намерно гађан, рекавши да је стан у којем се налазио са својом породицом "хируршким путем бомбардован целе зграде у којој се налази, према потврђеним изјавама очевидаца и породичних прича, након вишенедељних претњи смрћу које је Аларир добијао онлајн и телефоном са израелских рачуна.“ Извештај Еуро-Мед Монитора наводи да се Аларир пре своје смрти, склонио се у школу UNRWA у Гази са супругом и децом када је добио претњу телефонским позивом да знају школу у којој се налази. Ово је навело Аларира да евакуише школу и пресели се у стан своје сестре.
У свом последњем интервјуу пре него што је убијен, уз звук експлозије израелских бомби у позадини, Аларир је рекао да се становници Газе осећају беспомоћно и да би се, док није имао оружје, бранио ако би израелска војска дошла у његову кућу користећи његов Експо маркер.

## Радови

### Колекције
- Alareer, Refaat (2024).  Yousef M., Aljamal, ур. If I Must Die: Poetry and Prose. New York: OR Books. ISBN 978-1-682196-21-2.

- Alareer, Refaat, ур. (2014). Gaza Writes Back: Short Stories from Young Writers in Gaza, Palestine. Charlottesville, VA: Just World Books. ISBN 978-1-935982-35-7.
  - Alareer, Refaat, ур. (2015). Gaza writes back. Racconti di giovani autori e autrici da Gaza, Palestina (на језику: италијански). Превод: Lorusso, L. Lorusso Editore. ISBN 978-88-941069-0-9.
- Alareer, Refaat; El-Haddad, Laila, ур. (2015). Gaza Unsilenced. Charlottesville, VA: Just World Books. ISBN 978-1-935982-55-5.

### Есеји
- Alareer, Refaat (13. 5. 2021). „My Child Asks, 'Can Israel Destroy Our Building if the Power Is Out?'”. The New York Times. Архивирано из оригинала 7. 12. 2023. г. Приступљено 7. 12. 2023.
- Alareer, Refaat (2022). „Gaza Asks: When Shall This Pass?”.  Ур.: Abusalim, Jehad; Bing, Jennifer; Merryman-Lotze, Michael. Light in Gaza: Writings Born of Fire. Chicago, Illinois: AFSC and Haymarket Books. стр. 15—28. ISBN 978-1-64259-725-7.
- Alareer, Refaat (20. 6. 2023). „They even keep our corpses: Dying in Israeli prisons”. Scalawag Magazine. Приступљено 11. 12. 2023. „And in a display of extreme cruelty, the officer's callous words echoed through the air, reverberating with the weight of a thousand fatherless nights. With a smirk, he brazenly boasted to the grief-stricken son, "I killed your father." The room fell into an abyss of silence. Time stood still, shattered by the impact of those haunting syllables. 'It was like they killed my father twice.'”

### Докторска теза
- Alareer, Refaat R. (август 2017). Unframing John Donne's Transgressive Poetry in Light of Bakhtin's Dialogic Theories (PDF) (Теза). Serdang, Selangor: Universiti Putra Malaysia. OCLC 1121182447. Приступљено 10. 12. 2023.